# منطقة كايسونغ الصناعية
منطقة كايسونغ الصناعية (بالكورية: 개성공업지구، وتلفظ: كايسونغ غونغ أوبجِغو) أو مجمع كايسونغ الصناعي هي منطقة صناعية في مدينة كايسونغ، في كوريا الشمالية. وهي مشروع استثمار مشترك مع كوريا الجنوبية، وتبعد 10 كم عن المنطقة منزوعة السلاح بين الكوريتين، وفيها طريق بري وخط قطار يربطاها بكوريا الجنوبية. بدأ إنشاؤها في يونيو 2003، وفي أغسطس من نفس العام، صدقت كوريا الجنوبية على أربع اتفاقيات للضرائب والمحاسبة لدعم الاستثمار في المنطقة، ودعمت المنطقة بما يزيد عن 150 مليون دولار.
بدأ النشاط الصناعي فيها في النصف الثاني من 2004. وتعمل بها 123 شركة من كوريا الجنوبية و 50,000 عامل من كوريا الشمالية. تعد المنطقة من مصادر الدخل الأجنبي لكوريا الشمالية، ومن رموز التعاون بين الكوريتين. سابقًا لإغلاقها في أبريل 2013، لم تغلق المنطقة إلا يومًا واحدًا في 2009؛ تنديدًا بمناورات عسكرية بين الولايات المتحدة وكوريا الجنوبية. أعيد تشغيل المجمع تجريبيًّا ابتداءً من يوم 16 سبتمبر 2013، وذلك بعد اتفاق مسبق أتى نتيجة جولات عديدة من المفاوضات. في فبراير 2016، وبعد تجربة نووية شمالية وإطلاق قمر اصطناعي، أوقفت كوريا الجنوبية إمدادات الكهرباء إلى المنطقة ومنعت دخول مواطنيها إليها.
سعت كوريا الجنوبية إلى إدخال منتجات المنطقة الصناعية ضمن مظلة اتفاقيات التجارة الحرة التي تعقدها مع البلدان الأخرى، وحاولت إدخال استثمارات غير كورية إلى المنطقة، حيث نُظمت زيارة لوزراء في مجموعة العشرين وممثلين عن صندوق النقد الدولي إلى المنطقة الصناعية. فيما ناقشت كوريا الشمالية مع المسؤولين الروس مشاركة الشركات الروسية في المجمع.
ويعد هذا المشروع إحدى ثمرات سياسة الشمس المشرقة التي انتهجتها كوريا الجنوبية تجاه نظيرتها الشمالية في سبيل تحقيق التقارب بينهما. لا يسلم هذا المشروع من انتقادات؛ إذ تُتهم الحكومة الشمالية باستقطاع أجور العمال لإثراء خزينتها. لكوريا الشمالية مناطق اقتصادية أخرى، مثل منطقة راسون الاقتصادية، حيث يُسمح باستثمارات من الخارج.

## البناء
اتفق جونغ جو يونغ الرئيس الفخري لمجموعة هيونداي مع السلطات الشمالية في عام 1998 على إقامة مجمع عالمي في مدينة في الشمال، وخصص رئيس كوريا الشمالية 66 مليون متر مربع في كايسونغ لإقامة المجمع. وبدأ بناء المنطقة الصناعية في يونيو 2003، كما اتفق البلدان على إنشاء مكتب تجاري في المدينة، وفي أغسطس من العام نفسه صدقت الكوريتان على أربع اتفاقيات للضرائب والمحاسبة. اكتملت مراحل البناء في يونيو 2004 على مساحة 93 ألف متر مربع تنفيذًا لاتفاق قمة العام 2000، والتي عُقدت بين الرئيس الكوري الشمالي كيم جونغ إل ونظيره الجنوبي كم داي جنغ. ووقعت 15 شركة كورية جنوبية عقدًا لتشغيل مصانع في المجمع في 14 يونيو 2004، وظهرت أولى منتجات المجمع في ديسمبر من نفس العام. كانت أواني الطبخ من أولى المنتجات التي أُنتجت في المجمع الصناعي وفقًا لما ذكر رئيس اتحاد الشركات في منطقة كايسونغ شين هان يونغ.

## أجور العمال والانتفاع والمحاذير
طلبت سلطات كوريا الشمالية في مايو 2009 من شركات الجنوب زيادة أجور العمال من 75 دولارًا أمريكيًا إلى 300 شهريًا. وطلبت كذلك 500 مليون دولار من شركتي هيونداي أسان وكوريا للأرض اللتين تديران المنطقة الصناعية بالتعاون مع حكومة الشمال. وفي نفس الشهر، أعلنت كوريا الشمالية إلغاء كافة عقودها مع مائة شركة جنوبية تدير مشاريع في المنطقة، وأعلنت الهيئة الحكومية الشمالية المسؤولة عن إدارة المنطقة أن على الشركات الجنوبية قبول الطلبات الجديدة من دون أي شروط، وإذا لم تفعل، يمكنها المغادرة.
حُل الخلاف في سبتمبر من نفس العام بعد زيارة مدير مجموعة هيونداي لكوريا الشمالية، حيث زادت أجور العمال زيادة معتدلة، ولم يتغير وضع أجور الانتفاع. وفي نهاية ديسمبر 2015، اتفقت الكوريتان على أن تدفع الشركات الجنوبية 0.64 دولار لكل متر مربع بصفة سنوية.
قُدرت أجور العمال في 2012 بقرابة 160 دولارًا أمريكيًا للشهر، أي خمس الحد الأدنى للعامل الجنوبي، وربع أجر العامل الصيني. وترفع كوريا الجنوبية الحد الأدنى لأجور العمال الشماليين بمقدار 5% كل عام. في 24 فبراير 2015، أعلنت كوريا الشمالية من جانب واحد رفع الحد الأدنى لأجور العمال من 70.35 دولار إلى 75 دولار، أي بمقدار 5.18%. رفضت الحكومة الجنوبية هذه الخطوة الأحادية، مهددة باتخاذ إجراءات عقابية ضد الشركات التي ترفع الأجور، كذلك طالبت سلطات كوريا الشمالية بإجراء مفاوضات لرفع إيجارات الأراضي للشركات الكورية الجنوبية. وسط هذا النزاع، أشار تقرير لاحق لوزارة التوحيد صدر في النصف الثاني من العام إلى نمو إنتاج المجمع بنسبة 21.8% و 19.7% في شهري مارس وأبريل من العام 2015 مقارنة بالشهرين من العام الماضي. باتفاق بين الجانبين الشمالي والجنوبي في منتصف أغسطس 2015، حُل الخلاف على الأجور بزيادتها بالقيمة السابقة 5% مع دفع علاوات أقدمية تعادل زيادة بنسبة 8% إلى 10% للعمال الشماليين.
لا تسمح السلطات الشمالية للموظفين الجنوبيين بحيازة هواتف نقالة في المجمع، وتفرض على ذلك غرامة تصل إلى 100 دولار؛ كذلك تفرض غرامة تبلغ 50 دولارًا على من يتأخر في دخول المجمع.

## اتفاقيات التجارة الحرة ومساعي العولمة

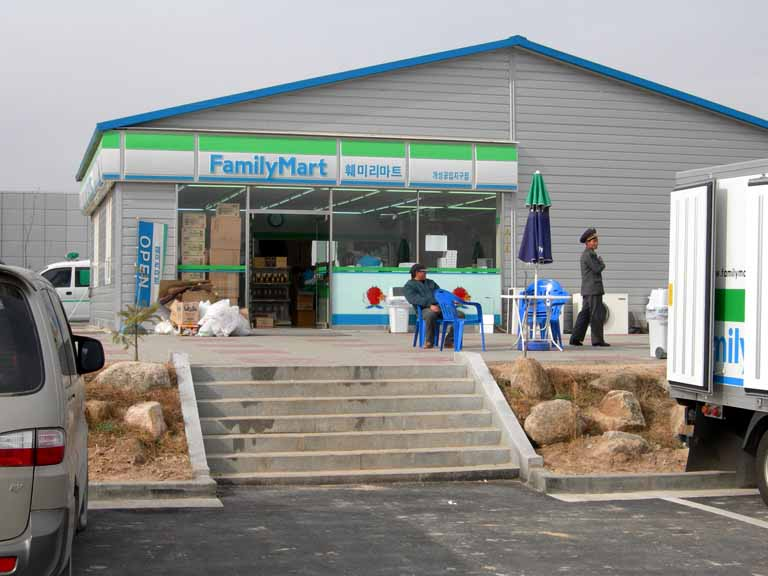
متجر فاميلي مارت، سلسلة متاجر استهلاكية يابانية، في المنطقة الصناعية

مثّلت المنتجات المصنعة في مجمع كيسونغ الصناعي موضوعًا للنقاش والخلاف بين كوريا الجنوبية وشركائها الاقتصاديين الذين سعت كوريا الجنوبية لإقامة اتفاقيات للتجارة الحرة معهم. فقد برز موضوع منتجات كيسونغ في مباحثات التجارة الحرة مع الاتحاد الأوروبي، سعى الطرف الكوري إلى إقناع نظيره الأوروبي بأن المنتجات المصنعة في مجمع كيسونغ يجب أن تعامل معاملة المنتجات الكورية الجنوبية. ونصت الاتفاقية الكورية الأوروبية على تشكيل لجنة لبحث الاعتراف بمنتجات مجمع كيسونغ منتجات كورية جنوبية بعد مرور عام من دخول الاتفاقية حيٌز التنفيذ. ومرة أخرى، كانت منتجات كيسونغ مجالًا للخلاف مع الولايات المتحدة في اتفاقية التجارة الحرة، حيث انتقدت إدراة جورج بوش المجمع وقالت إن الجنوب يسهل الأمور على الحكومة الشمالية.
كما رفضت دول منظمة الآسيان الاعتراف بمنتجات كيسونغ منتجات كورية جنوبية وعللت ذلك بتعريف منظمة التجارة العالمية لمصطلح بلد المنشأ، إلا أنها وافقت بعد ذلك. ووافقت الصين على معاملة منتجات كيسونغ معاملة المنتجات الكورية الجنوبية في إطار اتفاقية التجارة الحرة، وكذلك فعلت سنغافورة. وأجريت المناقشات حول منتجات مجمع كيسونغ عند توقيع اتفاقية التجارة الحرة مع أستراليا.
تضم المنطقة الصناعية منفذين لبيع المنتجات الكورية الجنوبية المعفية من الرسوم الجمركية، افتتح المتجر الأول في 2009 والثاني في يناير 2015 ويبيع منتجات إلكترونية ومستحضرات تجميل وسلع فاخرة. في يونيو 2014، افتُتح مكتب لأول شركة غير كورية في المجمع، وهي شركة تصنع الإبر الصناعية. واتخذت إدارة المجمع الصناعي خطوات لنيل شهادات إدارة من المنظمة الدولية للمعايير في سبيل جذب المزيد من المستثمرين من حول العالم.

## حوادث
احتجزت السلطات الشمالية في 30 مارس 2009 موظفًا جنوبيًّا يعمل في المنطقة الصناعية؛ وكان ذلك بسبب «الانتقاد العلني» الذي وجهه هذا الموظف إلى النظام في كوريا الشمالية ومحاولته إغواء عاملة من الشمال. وأطلق سراحه في 13 أغسطس من العام نفسه بعد زيارة مديرة مجموعة هيونداي لكوريا الشمالية.
أثّرت حادثة أخرى على عمل المنطقة الصناعية بعد غرق الفرقيطة تشيونان التابعة للبحرية الكورية الجنوبية في مارس 2010، قررت الحكومة الجنوبية ما عُرف بقرارات 24 مايو العقابية، فأوقفت تعاملاتها التجارية مع الشمال، وحظرت زيارات الأفراد بين الكوريتين؛ لكنها استثنت من ذلك منطقة كيسونغ ومنتجع جبل كومكانغ. هذا الاستثناء جعل التعاملات التجارية التي تجرى عبر المنطقة الصناعية تمثل حجمًا أكبر في التجارة بين الكوريتين. ومع ذلك، فقد شملت إجراءات الجنوب العقابية إيقاف أعمال البناء في المجمع الصناعي. وقد رد الشمال بإغلاق المكتب الاستشاري للتعاون بين الكوريتين في المنطقة الصناعية.
اتخذت سلطات كوريا الشمالية قرارًا باستخدام توقيت زمني جديد في الذكرى السبعين لتحرير كوريا من الاستعمار الياباني، وذلك بتأخير الساعة 30 دقيقة عن التوقيت المعمول به حتى حينه في الشمال والجنوب، وأبلغت السلطات الشمالية وزارة التوحيد أنها ستبدأ بالتعامل بالتوقيت الجديد في إجراءات الدخول إلى المجمع.
كان المجمع موقعًا لاجتماع على مستوى نواب الوزراء بين الكوريتين لمناقشة عدد غير محدد من القضايا في ديسمبر 2015.

### إغلاق أبريل 2013
أطلقت كوريا الشمالية صاروخًا يحمل قمرًا اصطناعيًا في 12 ديسمبر 2012، وأجرت اختبارًا نوويًا وفي 12 فبراير 2013، صاحب ذلك تصعيد في اللهجة العدائية ضد الجنوب، وتهديد رسمي بحرب نووية ضد الولايات المتحدة وكوريا الجنوبية. وابتداءً من 3 أبريل، 2013 أغلقت سلطات الشمال المنطقة الصناعية ومنعت دخول العمال الجنوبيين إليها.
إلا أنها سمحت للموجودين بالمغادرة. وكانت كوريا الجنوبية قد قالت أنها قد تلجأ إلى عمل عسكري لإخلاء رعاياها من كيسونغ، ووفقًا لمصادر جنوبية فإن عدد الكوريين الجنوبيين بالمجمع كان 861. كما قال المتحدث باسم لجنة الوحدة القومية والسلام، وهي هيئة حكومية شمالية، أن بلاده قد تسحب عمالها من المنطقة ردًا على تلميحات من الجنوب تدور حول اتخاذ العمال الجنوبيين رهائن في المنطقة.
كانت 13 شركة كورية جنوبية قد علقت أعمالها لنقص المواد الخام والأغذية بحلول يوم 7 أبريل، وبقي في المنطقة 514 عاملًا جنوبيًا. وطالبت الشركات الجنوبية الحكومة ببدء محادثات مع حكومة الشمال من أجل إعادة فتح المنطقة الصناعية. في اليوم التالي، 8 أبريل، قررت كوريا الشمالية سحب عمالها من المنطقة الصناعية. ورفضت طلبين من رجال أعمال جنوبيين لزيارة المنطقة بهدف تقديم غذاء للعمال وتفقد المنشآت. في 26 أبريل، وبعد أن أعطت كوريا الجنوبية مهلة 24 ساعة للشمال للحوار حول المنطقة، رفضت كوريا الشمالية الدعوة، أعلنت كوريا الجنوبية أنها ستسحب كافة عمالها. وقدمت الحكومة الجنوبية دعمًا ماديًا للشركات المتضررة من وقف العمل بالمجمع، وخفضت إمدادات الكهرباء إلى المنطقة الصناعية إلى عُشر إمداداتها العادية. ووفقًا لوزارة التوحيد الكورية الجنوبية، فإن حجم التجارة بين الكوريتين انخفض بنسبة 88% في شهر أبريل، مقارنة بمارس، إذ صار 23.43 مليون دولار فقط. وفي شهر مايو، انخفض حجم التجارة إلى ما دون الواحد في مائة مقارنة بأبريل، إذ بلغ 320 ألف دولار فقط، منها 260 ألفًا تمثل تكاليف نقل الطاقة إلى المنطقة الصناعية. وقُدرت خسائر الشركات الجنوبية الناتجة عن إغلاق المجمع في الفترة ما بين بداية مايو إلى 7 يونيو بمبلغ 910 مليون دولار.
في حديثه للجنة برلمانية، قال وزير التوحيد الكوري الجنوبي إنه من أجل إعادة فتح المنطقة الصناعية، على كوريا الشمالية أن تقدم وعدًا بعدم اتخاذ إجراءات مماثلة في المستقبل. أعلن متحدث باسم لجنة كوريا الشمالية لإعادة توحيد الكوريتين أن بلاده على استعداد للتفاوض بشأن إعادة فتح المجمع في 28 مايو. واتفق الطرفان على عقد مباحثات في سيئول حول استئناف العمل في المنطقة الصناعية يومي الثاني عشر والثالث عشر من يونيو، إلا أن المحادثات ألغيت من قبل الشمال لعدم التوافق على التمثيل. توصل الطرفان إلى اتفاق مبدئي حول إعادة فتح المجمع وفي 7 يوليو، واتفقوا على زيارة رجال الأعمال الجنوبيين إلى المجمع ابتداءً من 10 يوليو للاطمئنان على المنشآت وتقييم الخسائر. عبرت رئيسة كوريا الجنوبية باك غن هي عن موقفها من أزمة إغلاق المجمع، قائلة أنها ليست مستعدة للتعامل مع حلقة مفرغة من التوقف واستئناف العمل في المجمع الصناعي، وأنها لن توافق على حل مؤقت فقط لإعادة فتحه. فشلت أربع جولات للتفاوض حول إعادة تشغل المجمع الصناعي، حيث طالبت كوريا الجنوبية بتقديم ضمانات لمنع إغلاق المجمع مرة أخرى، وكذلك إخراج آلية قانونية وتنظيمية لحماية أصول المستثمرين والسماح لمستثمرين أجانب بالاستثمار في المنطقة، فيما حمَّل الشمال مسؤولية إغلاق المجمع على كوريا الجنوبية. وبعد ست جولات مفاوضات فاشلة، بعثت وزارة التوحيد الجنوبية برسالة إلى حكومة الشمال تعرض فيها عقد محادثات نهائية حول فتح المجمع، وقال وزير التوحيد إنه في حالة فشل الشمال في الرد على قضية الضمانات «لن يكون أمام سيؤول خيار آخر سوى اتخاذ قرار خطير».
صرحت لجنة إعادة التوحيد السلمي لكوريا، وهي هيئة حكومية شمالية، في 7 أغسطس بأن السلطات الشمالية تضمن حضور العاملين الكوريين الشماليين وأمن الكوادر الجنوبية كما أنها ستسمح بدخول الشركات الجنوبية إلى المجمع، جاء هذا بعد إعلان حكومة الجنوب في نفس اليوم عن تسديد 250 مليون دولار قيمة لتأمينات الشركات في المجمع الصناعي، وهو ما يعني انتقال ملكية موارد هذه الشركات في المجمع إلى الحكومة الجنوبية. وفي اليوم ذاته، خرجت مظاهرة لممثلي الشركات الجنوبية العاملة في المجمع الصناعي داعية الكوريتين إلى تجاوز الخلافات ووصفوا المجمع الصناعي بأنه رمز للسلام. اقترحت كوريا الشمالية استئناف المفاوضات في 14 أغسطس، وقبل الجنوب هذا الموعد. اتفق الجانبان على تشكيل لجنة مشتركة لإدارة المجمع، وعُيّن للجنة مديران هما رئيسا وفدي التفاوض الجنوبي والشمالي، واتفق على أن تضم اللجنة خمسة أعضاء من الجانبين في مجلس الإدارة. بعد اجتماع دام 20 ساعة استمر من مساء 10 سبتمبر إلى صبيحة اليوم التالي، تقرر تشغيل المجمع تجريبيًا ابتداءً من يوم 16 سبتمبر، واتُفق أيضًا على إعفاء من الضرائب للشركات الجنوبية العاملة في المجمع تعويضًا على إغلاقه. وحضر زهاء 32,000 عامل كوري شمالي للمجمع يوم 16 سبتمبر حيث بدأ العمل مرة أخرى. بعد إعادة التشغيل، أعلنت عدة شركات جنوبية عن قرارها إغلاق مصانعها وبيع منشآتها في المجمع؛ وذلك نتيجة لعدم إحداث إصلاحات في نظم السفر والاتصالات والجمارك وضعف حماية العمال الكوريين الجنوبيين. وحققت التجارة بين الكوريتين في سبتمبر 152.15 مليون دولار وهو ما يمثل 80% من حجمها في نفس الشهر العام الماضي، وهو ما اعتبر تحسنًا يدل على نشاط المجمع.

### إغلاق فبراير 2016
أعلنت وزارة التوحيد في 7 يناير 2016، ردًّا على اختبار نووي في الشمال، قرارها حظر الدخول جزئيًّا لمجمع كايسونغ. وفي 7 فبراير، 2016، أعلنت الوزارة مزيدًا من القيود على دخول مواطنيها المجمع، وذلك ردًّا على إطلاق الشمال القمر الاصطناعي كوانغ ميونغ سونغ-4. في 10 فبراير، تطور الرد الجنوبي إلى قرار وقف كامل للعمل بالمجمع، وهو قرار رحب به حزب ساينوري الحاكم وعارضه الحزب الديمقراطي وحزب الشعب المعارضان. وتقرر أيضًا وقف إمداد المجمع بالكهرباء. اقتبست الصحافة عن رئيس جمعية الشركات الكورية الجنوبية قوله حول وقف العمل «كما لو طلبوا منا القفز من حافة الهاوية». رد الشمال بإعطاء أمر لكل الكوريين الجنوبيين بمغادرة المجمع وإعلانه منطقة عسكرية كما أُعلنت مصادرة كل ممتلكات الشركات الجنوبية في المجمع.
صرح وزير الوحدة هونغ يونغ بيو في مؤتمر صحفي في 12 فبراير أن حكومته تملك بيانات حول استخدام عائدات المجمع في تطوير الأسلحة النووية وتقنيات الصواريخ في كوريا الشمالية، وقد أُعلن أيضًا أن الحكومة قد تأكدت من أن 70% من رواتب العمال كانت تستخدم لتمويل التقنيات النووية والصاروخية وشراء سلع كمالية لكم جونغ أون. وأعلنت السلطات الشمالية إلغاء الاتفاقات الاقتصادية القائمة مع الجنوب وتصفية ممتلكات الشركات في المجمع.
خصصت الحكومة الجنوبية دعمًا ماليًّا قُدر حينها بمئات المليارات من الون الكوري للشركات المتضررة من وقف العمل في المجمع الصناعي، وقدمت رواتب للعاملين.
تناقلت وسائل الإعلام خبر إعلان الشمال إعادة تشغيل منشآت المجمع الإنتاجية من جانب واحد في أكتوبر 2017.
أشير إلى أن قرار تعليق العمل بالكامل في مجمع كيسونغ اتخذته الرئيسة بارك دون مشاورات مناسبة داخل الحكومة في تقرير لوزارة التوحيد نُشر في 28 ديسمبر 2017، وجاء فيه أنها اتخذت هذا القرار قبل انعقاد مجلس الدفاع الوطني بعكس ما صُرح به في حينه. طالب ممثلو عدة شركات في المجمع الحكومة بالاعتذار عن قرارها وقف العمل بالكامل في المجمع.
أشار إعلان بيونغ يانغ المشترك في سبتمبر 2018، والذي وافق عليه الرئيس الجنوبي مون جاي إن والزعيم الشمالي كيم جونغ أون إلى إعادة فتح مجمع كايسونغ بعد تهيئة الظروف المناسبة. وفي أكتوبر 2018، أعادت الحكومة الجنوبية تشغيل منشأة تنقية المياه التي تمد مكتب الاتصال المشترك وسكان كايسونغ بمياه نقية. أشارت وسائل الإعلام الجنوبية إلى الدعوات المتكررة في نظيرتها الشمالية إلى الاستجابة لاقتراح الزعيم الشمالي كيم جونغ أون بإعادة تشغيل المجمع الصناعي دون شروط مسبقة. وأشارت وزيرة الخارجية الجنوبية إلى أن الحكومة ليست في مرحلة استعراض استئناف العمل في مجمع كايسونغ، وأضافت أن المشاريع الاقتصادية مع الشمال مرتبطة بشبكة واسعة من العقوبات، «وهي لذلك تتطلب جوانب مختلفة من المراجعة».
طالب أصحاب الشركات الجنوبية حكومتهم بمنحهم الإذن للعبور للشمال للاطمئنان على حالة مصانعهم ورفضت الحكومة طلبهم عدة مرات. حتى سمحت لهم أخيرًا في مايو 2019 بالسفر.
حث تقرير لمجموعة الأزمات الدولية على إعادة فتح المجمع الصناعي في إطار اتفاق لرفع العقوبات، وأشار إلى أن كوريا الشمالية تكسب نحو 120 مليون دولار أمريكي سنويًّا من المجمع.
في أبريل 2023، طالبت كوريا الجنوبية السلطات الشمالية بالتوقف عن استغلال منشآت المجمع دون إذن منها.

## انتقادات
ذكر فيل روبرتسون، نائب رئيس فرع منظمة هيومان رايتس ووتش لمنطقة آسيا، أن قانون العمل في منطقة كايسونغ لا يتفق مع المعايير الدولية؛ إذ لا يحق للعمال تشكيل تنظيمات خاصة بهم وانتخاب ممثلين عنهم، وأيضًا لا يحق التفاوض الجماعي وتشكيل نقابات عمالية مستقلة. وأشار أيضًا إلى أن الحكومة الشمالية تتلقى رواتب العمال من الشركات الكورية الجنوبية ثم توزعها على العمال، في حين ينص القانون على دفع الرواتب للعمال مباشرة وفي صورة نقدية. وكان مبعوث الإدارة الأمريكية لأوضاع حقوق الإنسان في كوريا الشمالية جاي ليفكوفيتز قد صرح بتعليقات مشابهة في 2008، إذ قال إن المجمع الصناعي يستغل العمال وتستخدم السلطات الشمالية رواتبهم لإثراء خزينتها. وقد منعت هذه السلطات زيارة هذا المسؤول للمجمع بعد هذه التصريحات.
صرح رئيس اتحاد الشركات الكورية الجنوبية العاملة في منطقة كايسونغ في ديسمبر 2015 بأنه من المستحيل التنبؤ بمستقبل المنطقة الصناعية؛ وذلك للقيود الكبيرة المفروضة على الاستثمارات الجديدة ونوع الأعمال التجارية المسموح بها.

## الهوامش
1. ↑  منطقة كايسونج الصناعية، منطقة كايسونگ الصناعية
2. ↑  كايسونج جونج أوبچجو، كايسونگ گونگ أبوجگو
3. ↑  منتجع جبل كومكانج، منتجع جبل كومكانگ
4. ↑  باك جن هي، باك گن هي.
5. ↑  كوانج ميونج سونج-4، كوانگ ميونگ سونگ-4.

## وصلات خارجية
- التسلسل التاريخي لمجمع كيسونغ الصناعي. يونهاب، ولوج في 27 أبريل، 2013.
- التسلسل الزمني من توقف مجمع كيسونغ حتى التوصل إلى إعادة تشغيله. يونهاب، ولوج في 11 سبتمبر، 2013.
- العمالة في منطقة كايسونغ الصناعية بكوريا الشمالية. مجموعة صور من شبكة الصين.
- اتفاقية عام 2000 بين الكوريتين حول مجمع كيسونغ الصناعي. كي بي إس.